# Союзный канцлер (Северогерманский союз)
Союзный канцлер, также Бу́ндесканцлер (нем. Bundeskanzler) — должность главы исполнительной власти Северогерманского союза, действовавшая с 1867 по 1871 год.

## История

### Создание Северогерманского союза
Экономическое, политическое и военное усиление Пруссии, ставшей после побед над Данией в 1864 году и над Австрийской империей в 1866 году доминирующей державой на территории Центральной Европы, решило германский вопрос в пользу его малогерманского варианта. Подписанный 18 августа 1866 года договор между Пруссией и другими северогерманскими государствами привел к образованию временного Августовского альянса (нем. Augustbündnis), заключенного на срок до образования нового союза, который должен был быть создан на основе конституции будущего государственного образования.

### Конституция Северогерманского союза
Фундаментом основного закона создаваемого союза послужили Основы новой союзной конституции (нем. Grundzüge einer neuen Bundesverfassung), которые Бисмарк, тогда министр-президент Пруссии, 10 июня 1866 года переслал правительствам Германского союза для ознакомления, и в которых должность канцлера нового государственного образования ещё не упоминалась. Понятие «союзный канцлер» впервые появляется в предоставленном на рассмотрение конституционного рейхстага проекте конституции Северогерманского союза, которая  была принята 16 апреля 1867 года, а 1 июля того же года уже вступила в силу.

## Конституция Северогерманского союза о союзном канцлере
В тексте конституции союзный канцлер был упомянут лишь трижды:
- согласно статье 15 председателем союзного совета (бундесрата) и руководящим его делами являлся бундесканцлер, которого назначал президент союза
- согласно статье 17 постановления и распоряжения президента союза перед вступлением их в силу нуждались в контрасигнатуре союзного канцлера, который тем самым перенимал ответственность за них
- согласно статье 23 рейхстаг получал право направленные ему петиции пересылать бундесканцлеру.

## Союзный канцлер в системе государственной власти
Первым и единственным союзным канцлером Северогерманского союза был тогдашний министр-президент Пруссии Отто фон Бисмарк. Первоначально он не планировал занимать эту должность, которая задумывалась, по сути, лишь для организации работы бундесрата и должна была выполняться чиновником, состоявшим в штате министерства иностранных дел Пруссии. Однако в окончательный текст конституции вошла поправка председателя Национал-либеральная партии Беннигсена, по которой бундесканцлер наделялся ответственностью за подписываемые им постановления президента и перенимал таким образом на себя обязанности исполнительной власти. Поэтому Бисмарк, сохранив за собою посты министра-президента и министра иностранных дел Пруссии, с 14 июля 1867 года вступил ещё и в должность союзного канцлера. Для выполнения текущей работы по подготовке законопроектов для бундесрата в августе того же года была учреждена канцелярия союзного канцлера (нем. Bundeskanzleramt), главой которой стал назначенный тогда же вице-канцлер. Бундесканцлер же оставался единственным представителем исполнительной власти союза, своего рода министром, несшим ответственность только перед президентом (и по совместительству королём Пруссии). Зависимость же его от рейхстага была лишь политического характера, поскольку для принятия законов необходимо было заручаться согласием парламента.

## Упразднение должности союзного канцлера
Успехи Северогерманского союза во Франко-прусской войне подтолкнули южногерманские государства (великие герцогства Баден и Гессен, королевства Бавария и Вюртемберг) в ноябре 1870 года к вступлению в союз. Согласно договору с Баденом и Гессеном Северогерманский союз переименовывался в Германский (нем. Deutscher Bund), а новое государственное образование получило новую по названию конституцию, положения которой, касающиеся бундесканцлера, никак не изменились. С провозглашением Германской империи и вступлением в силу 4 мая 1871 года её конституции бундесканцлер стал именоваться «имперским канцлером» («рейхсканцлером», нем. Reichskanzler), обязанности которого продолжил исполнять Бисмарк.